# Lista över fornlämningar i Ulricehamns kommun (Humla)
Lista över fornlämningar i Ulricehamns kommun (Humla) är en förteckning av ett urval av de fornlämningar som finns i Humla i Ulricehamns kommun.
| Namn                     | Lämningstyp    | Tillkomsttid | Historisk indelning  | Plats | Läge                 | ID-nr          | Bild                                 |
| ------------------------ | -------------- | ------------ | -------------------- | ----- | -------------------- | -------------- | ------------------------------------ |
| Humla 1:1                | Hög            |              | Humla, Västergötland |       | 57.941573, 13.511054 | 10169300010001 | Ladda upp en bild av detta fornminne |
| Humla 2:1                | Gravfält       |              | Humla, Västergötland |       | 57.952277, 13.518488 | 10169300020001 | Ladda upp en bild av detta fornminne |
| Humla 3:1                | Stensättning   |              | Humla, Västergötland |       | 57.951667, 13.517860 | 10169300030001 | Ladda upp en bild av detta fornminne |
| Humla 3:2                | Stensättning   |              | Humla, Västergötland |       | 57.951755, 13.518180 | 10169300030002 | Ladda upp en bild av detta fornminne |
| Humla 5:1                | Gravfält       |              | Humla, Västergötland |       | 57.952677, 13.517478 | 10169300050001 | Ladda upp en bild av detta fornminne |
| Humla 6:1                | Stenkrets      |              | Humla, Västergötland |       | 57.953471, 13.518139 | 10169300060001 | Ladda upp en bild av detta fornminne |
| Humla 7:1                | Gravfält       |              | Humla, Västergötland |       | 57.954017, 13.518367 | 10169300070001 | Ladda upp en bild av detta fornminne |
| Humla 8:1                | Gravfält       |              | Humla, Västergötland |       | 57.953575, 13.519220 | 10169300080001 | Ladda upp en bild av detta fornminne |
| Humla 9:1                | Runristning    |              | Humla, Västergötland |       | 57.958484, 13.519743 | 10169300090001 | Ladda upp en bild av detta fornminne |
| Målberg (Humla 10:1)     | Gravfält       |              | Humla, Västergötland |       | 57.959445, 13.523947 | 10169300100001 | Ladda upp en bild av detta fornminne |
| Humla 11:1               | Stensättning   |              | Humla, Västergötland |       | 57.959326, 13.524666 | 10169300110001 | Ladda upp en bild av detta fornminne |
| Bergabacken (Humla 12:1) | Röse           |              | Humla, Västergötland |       | 57.962368, 13.523026 | 10169300120001 | Ladda upp en bild av detta fornminne |
| Humla 14:1               | Röse           |              | Humla, Västergötland |       | 57.964478, 13.525979 | 10169300140001 | Ladda upp en bild av detta fornminne |
| Humla 14:2               | Stensättning   |              | Humla, Västergötland |       | 57.964269, 13.525923 | 10169300140002 | Ladda upp en bild av detta fornminne |
| Humla 15:1               | Röse           |              | Humla, Västergötland |       | 57.966455, 13.527411 | 10169300150001 | Ladda upp en bild av detta fornminne |
| Humla 15:2               | Röse           |              | Humla, Västergötland |       | 57.966238, 13.526738 | 10169300150002 | Ladda upp en bild av detta fornminne |
| Humla 15:3               | Röse           |              | Humla, Västergötland |       | 57.965867, 13.526870 | 10169300150003 | Ladda upp en bild av detta fornminne |
| Humla 15:4               | Röse           |              | Humla, Västergötland |       | 57.966170, 13.526150 | 10169300150004 | Ladda upp en bild av detta fornminne |
| Humla 16:1               | Röse           |              | Humla, Västergötland |       | 57.967565, 13.529933 | 10169300160001 | Ladda upp en bild av detta fornminne |
| Humla 17:1               | Stensättning   |              | Humla, Västergötland |       | 57.968190, 13.530299 | 10169300170001 | Ladda upp en bild av detta fornminne |
| Humla 18:1               | Stensättning   |              | Humla, Västergötland |       | 57.968983, 13.529042 | 10169300180001 | Ladda upp en bild av detta fornminne |
| Humla 18:2               | Stensättning   |              | Humla, Västergötland |       | 57.969080, 13.528915 | 10169300180002 | Ladda upp en bild av detta fornminne |
| Humla 19:1               | Stensättning   |              | Humla, Västergötland |       | 57.970635, 13.530418 | 10169300190001 | Ladda upp en bild av detta fornminne |
| Humla 20:1               | Stensättning   |              | Humla, Västergötland |       | 57.969425, 13.532554 | 10169300200001 | Ladda upp en bild av detta fornminne |
| Humla 21:1               | Stenkammargrav |              | Humla, Västergötland |       | 57.959593, 13.531976 | 10169300210001 | Ladda upp en bild av detta fornminne |
| Humla 22:1               | Stenkammargrav |              | Humla, Västergötland |       | 57.959330, 13.532122 | 10169300220001 | Ladda upp en bild av detta fornminne |
| Humla 23:1               | Stenkammargrav |              | Humla, Västergötland |       | 57.950856, 13.515713 | 10169300230001 | Ladda upp en bild av detta fornminne |
| Humla 24:1               | Stensättning   |              | Humla, Västergötland |       | 57.964718, 13.528634 | 10169300240001 | Ladda upp en bild av detta fornminne |
| Humla 25:1               | Stensättning   |              | Humla, Västergötland |       | 57.964923, 13.530950 | 10169300250001 | Ladda upp en bild av detta fornminne |
| Humla 26:1               | Röse           |              | Humla, Västergötland |       | 57.965756, 13.533331 | 10169300260001 | Ladda upp en bild av detta fornminne |
| Humla 27:1               | Stensättning   |              | Humla, Västergötland |       | 57.967144, 13.532091 | 10169300270001 | Ladda upp en bild av detta fornminne |
| Humla 28:1               | Stensättning   |              | Humla, Västergötland |       | 57.968400, 13.532862 | 10169300280001 | Ladda upp en bild av detta fornminne |
| Humla 30:1               | Stensättning   |              | Humla, Västergötland |       | 57.970928, 13.531395 | 10169300300001 | Ladda upp en bild av detta fornminne |
| Humla 32:1               | Hällristning   |              | Humla, Västergötland |       | 57.962253, 13.520600 | 10169300320001 | Ladda upp en bild av detta fornminne |
| Humla 33:1               | Röse           |              | Humla, Västergötland |       | 57.961180, 13.523721 | 10169300330001 | Ladda upp en bild av detta fornminne |
| Humla 35:1               | Röse           |              | Humla, Västergötland |       | 57.963637, 13.524175 | 10169300350001 | Ladda upp en bild av detta fornminne |
| Humla 39:1               | Hällristning   |              | Humla, Västergötland |       | 57.967972, 13.522394 | 10169300390001 | Ladda upp en bild av detta fornminne |
| Humla 40:1               | Hällristning   |              | Humla, Västergötland |       | 57.966805, 13.524216 | 10169300400001 | Ladda upp en bild av detta fornminne |
| Humla 41:1               | Stensättning   |              | Humla, Västergötland |       | 57.967257, 13.520285 | 10169300410001 | Ladda upp en bild av detta fornminne |
| Humla 42:1               | Röse           |              | Humla, Västergötland |       | 57.964061, 13.521416 | 10169300420001 | Ladda upp en bild av detta fornminne |
| Humla 43:1               | Röse           |              | Humla, Västergötland |       | 57.958316, 13.504521 | 10169300430001 | Ladda upp en bild av detta fornminne |
| Humla 43:2               | Röse           |              | Humla, Västergötland |       | 57.958148, 13.504442 | 10169300430002 | Ladda upp en bild av detta fornminne |
| Humla 44:1               | Röse           |              | Humla, Västergötland |       | 57.958120, 13.502664 | 10169300440001 | Ladda upp en bild av detta fornminne |
| Humla 45:1               | Röse           |              | Humla, Västergötland |       | 57.951146, 13.491888 | 10169300450001 | Ladda upp en bild av detta fornminne |
| Humla 46:1               | Röse           |              | Humla, Västergötland |       | 57.952169, 13.506236 | 10169300460001 | Ladda upp en bild av detta fornminne |
| Humla 46:2               | Stensättning   |              | Humla, Västergötland |       | 57.951900, 13.506162 | 10169300460002 | Ladda upp en bild av detta fornminne |
| Humla 47:1               | Stensättning   |              | Humla, Västergötland |       | 57.945948, 13.516832 | 10169300470001 | Ladda upp en bild av detta fornminne |
| Humla 49:1               | Stensättning   |              | Humla, Västergötland |       | 57.959757, 13.525941 | 10169300490001 | Ladda upp en bild av detta fornminne |
| Humla 50:1               | Stensättning   |              | Humla, Västergötland |       | 57.960513, 13.525872 | 10169300500001 | Ladda upp en bild av detta fornminne |
| Humla 52:1               | Hög            |              | Humla, Västergötland |       | 57.951858, 13.529593 | 10169300520001 | Ladda upp en bild av detta fornminne |
| Humla 58:1               | Stenkammargrav |              | Humla, Västergötland |       | 57.958969, 13.532342 | 10169300580001 | Ladda upp en bild av detta fornminne |
| Humla 62:1               | Stensättning   |              | Humla, Västergötland |       | 57.960345, 13.526658 | 10169300620001 | Ladda upp en bild av detta fornminne |